# Torneos WTA en 2024
El Tour de la WTA 2024 fue el circuito de la élite profesional del tenis, organizado por la Asociación de Tenis Femenina (WTA) para el año 2024. El WTA Tour 2024 comprendió el calendario de torneos de Grand Slam (supervisado por la Federación Internacional de Tenis (ITF), los torneos WTA 1000, los torneos WTA 500, los torneos WTA 250, los campeonatos de fin de año (el WTA Finals y el WTA Elite Trophy), la United Cup (evento combinado con la ATP), los Juegos Olímpicos y la Copa Billie Jean King (organizados por la ITF).

## Calendario
Clave
| Grand Slam                         |
| Juegos Olímpicos                   |
| Finals                             |
| Elite Trophy                       |
| WTA 1000                           |
| WTA 500                            |
| WTA 250                            |
| Copa Billie Jean King y United Cup |

### Enero
| Semana                  | Torneo | Campeonas                                          | Finalistas                           | Semifinalistas                       | Cuartos de final                                                      |
| ----------------------- | --- | -------------------------------------------------- | ------------------------------------ | ------------------------------------ | --------------------------------------------------------------------- |
| 1 de enero              | United Cup Perth, Sídney, Australia Campeonato por equipos $10,000,000 – Dura – 18 equipos (RR)                                                 | Alemania · 2-1                                     | Polonia                              | Francia Australia                    | China · Noruega · Serbia · Grecia                                     |
| 1 de enero              | Brisbane International presented by Evie Brisbane, Australia WTA 500 $1,736,763 – Dura – 48S/24Q/16D Cuadro Individual – cuadro de dobles       | Elena Rybakina 6-0, 6-3                            | Aryna Sabalenka                      | Victoria Azárenka Linda Nosková      | Daria Kasátkina Jeļena Ostapenko Mirra Andreeva Anastasiya Potápova   |
| 1 de enero              | Brisbane International presented by Evie Brisbane, Australia WTA 500 $1,736,763 – Dura – 48S/24Q/16D Cuadro Individual – cuadro de dobles       | Liudmila Kichenok Jelena Ostapenko 7-5, 6-2        | Greet Minnen Heather Watson          | Victoria Azárenka Linda Nosková      | Daria Kasátkina Jeļena Ostapenko Mirra Andreeva Anastasiya Potápova   |
| 1 de enero              | ASB Classic Auckland, Nueva Zelanda WTA 250 $267,082 – Dura – 32S/24Q/16D Cuadro Individual – Cuadro de Dobles                                  | Cori Gauff 6-7(4), 6-3, 6-3                        | Elina Svitolina                      | Emma Navarro Wang Xiyu               | Varvara Gracheva Petra Martić Diane Parry Marie Bouzková              |
| 1 de enero              | ASB Classic Auckland, Nueva Zelanda WTA 250 $267,082 – Dura – 32S/24Q/16D Cuadro Individual – Cuadro de Dobles                                  | Anna Danilina Viktória Kužmová 6-3, 6-7(5), [10-8] | Marie Bouzková Bethanie Mattek-Sands | Emma Navarro Wang Xiyu               | Varvara Gracheva Petra Martić Diane Parry Marie Bouzková              |
| 8 de enero              | Adelaide International Adelaida, Australia WTA 500 $922,573 – Dura – 32S/24Q/16D Cuadro Individual – Cuadro de Dobles                           | Jelena Ostapenko 6-3, 6-2                          | Daria Kasátkina                      | Ekaterina Alexandrova Jessica Pegula | Elena Rybakina Marta Kostyuk Laura Siegemund Anastasia Pavlyuchenkova |
| 8 de enero              | Adelaide International Adelaida, Australia WTA 500 $922,573 – Dura – 32S/24Q/16D Cuadro Individual – Cuadro de Dobles                           | Beatriz Haddad Maia Taylor Townsend 7-5, 6-3       | Caroline Garcia Kristina Mladenovic  | Ekaterina Alexandrova Jessica Pegula | Elena Rybakina Marta Kostyuk Laura Siegemund Anastasia Pavlyuchenkova |
| 8 de enero              | Hobart International Hobart, Australia WTA 250 $267,082 – Dura – 32S/32Q/16D Cuadro Individual – Cuadro de Dobles                               | Emma Navarro 6-1, 4-6, 7-5                         | Elise Mertens                        | Daria Saville Yue Yuan               | Arantxa Rus Lin Zhu Yulia Putintseva Viktoriya Tomova                 |
| 8 de enero              | Hobart International Hobart, Australia WTA 250 $267,082 – Dura – 32S/32Q/16D Cuadro Individual – Cuadro de Dobles                               | Hao-ching Chan Giuliana Olmos 6-3, 6-3             | Guo Hanyu Jiang Xinyu                | Daria Saville Yue Yuan               | Arantxa Rus Lin Zhu Yulia Putintseva Viktoriya Tomova                 |
| 15 de enero 22 de enero | Australian Open Melbourne, Australia Grand Slam A$39,264,000– Dura – 128S/128Q/64D/16Q/32X Cuadro Individual – Cuadro de Dobles – Dobles Mixtos | Aryna Sabalenka 6-3, 6-2                           | Qinwen Zheng                         | Dayana Yastremska Cori Gauff         | Linda Nosková Anna Kalinskaya Marta Kostyuk Barbora Krejčiková        |
| 15 de enero 22 de enero | Australian Open Melbourne, Australia Grand Slam A$39,264,000– Dura – 128S/128Q/64D/16Q/32X Cuadro Individual – Cuadro de Dobles – Dobles Mixtos | Su-Wei Hsieh Elise Mertens 6-1, 7-5                | Lyudmyla Kichenok Jeļena Ostapenko   | Dayana Yastremska Cori Gauff         | Linda Nosková Anna Kalinskaya Marta Kostyuk Barbora Krejčiková        |
| 15 de enero 22 de enero | Australian Open Melbourne, Australia Grand Slam A$39,264,000– Dura – 128S/128Q/64D/16Q/32X Cuadro Individual – Cuadro de Dobles – Dobles Mixtos | Su-Wei Hsieh Jan Zieliński 6-7(5), 6-4, [11-9]     | Desirae Krawczyk Neal Skupski        | Dayana Yastremska Cori Gauff         | Linda Nosková Anna Kalinskaya Marta Kostyuk Barbora Krejčiková        |
| 29 de enero             | Upper Austria Ladies Linz Linz, Austria WTA 500 $922,573 – Dura (i) – 32S/24Q/16D Cuadro Individual – Cuadro de Dobles                          | Jeļena Ostapenko 6-2, 6-3                          | Ekaterina Alexandrova                | Anastasia Pavlyuchenkova Donna Vekić | Jodie Burrage Elise Mertens Clara Burel Anastasia Potapova            |
| 29 de enero             | Upper Austria Ladies Linz Linz, Austria WTA 500 $922,573 – Dura (i) – 32S/24Q/16D Cuadro Individual – Cuadro de Dobles                          | Sara Errani Jasmine Paolini 7-5, 4-6, [10-7]       | Nicole Melichar Ellen Perez          | Anastasia Pavlyuchenkova Donna Vekić | Jodie Burrage Elise Mertens Clara Burel Anastasia Potapova            |
| 29 de enero             | Thailand Open Hua Hin, Tailandia WTA 250 $267,082 – Dura – 32S/24Q/16D Cuadro Individual – Cuadro de Dobles                                     | Diana Shnaider 6-3, 2-6, 6-1                       | Lin Zhu                              | Xinyu Wang Yafan Wang                | Dalma Gálfi Yulia Putintseva Katie Volynets Arina Rodionova           |
| 29 de enero             | Thailand Open Hua Hin, Tailandia WTA 250 $267,082 – Dura – 32S/24Q/16D Cuadro Individual – Cuadro de Dobles                                     | Miyu Kato Aldila Sutjiadi 6-4, 1-6, [10-7]         | Hanyu Guo Xinyu Jiang                | Xinyu Wang Yafan Wang                | Dalma Gálfi Yulia Putintseva Katie Volynets Arina Rodionova           |

### Febrero
| Semana        | Torneo | Campeonas                                     | Finalistas                         | Semifinalistas                             | Cuartos de final                                                 |
| ------------- | --- | --------------------------------------------- | ---------------------------------- | ------------------------------------------ | ---------------------------------------------------------------- |
| 5 de febrero  | Mubadala Abu Dhabi Open Abu Dabi, Emiratos Árabes Unidos WTA 500 $922,573 – Dura – 28S/24Q/16D Cuadro Individual – Cuadro de Dobles              | Elena Rybakina 6-1, 6-4                       | Daria Kasatkina                    | Liudmila Samsonova Beatriz Haddad Maia     | Cristina Bucșa Barbora Krejčíková Sorana Cîrstea Ons Jabeur      |
| 5 de febrero  | Mubadala Abu Dhabi Open Abu Dabi, Emiratos Árabes Unidos WTA 500 $922,573 – Dura – 28S/24Q/16D Cuadro Individual – Cuadro de Dobles              | Sofia Kenin Bethanie Mattek-Sands 6-4, 7-6(4) | Linda Nosková Heather Watson       | Liudmila Samsonova Beatriz Haddad Maia     | Cristina Bucșa Barbora Krejčíková Sorana Cîrstea Ons Jabeur      |
| 5 de febrero  | Transylvania Open Cluj-Napoca, Rumania WTA 250 $267,082 – Dura (i) – 32S/24Q/16D Cuadro Individual – Cuadro de Dobles                            | Karolína Plíšková 6-4, 6-3                    | Ana Bogdan                         | Jaqueline Cristian Harriet Dart            | Arantxa Rus Anastasija Sevastova Nuria Párrizas Sara Errani      |
| 5 de febrero  | Transylvania Open Cluj-Napoca, Rumania WTA 250 $267,082 – Dura (i) – 32S/24Q/16D Cuadro Individual – Cuadro de Dobles                            | Caty McNally Asia Muhammad 6-3, 6-4           | Harriet Dart Tereza Mihalíková     | Jaqueline Cristian Harriet Dart            | Arantxa Rus Anastasija Sevastova Nuria Párrizas Sara Errani      |
| 12 de febrero | Qatar TotalEnergies Open Doha, Catar WTA 1000 $3,211,715 – Dura – 56S/24Q/16D Cuadro Individual – Cuadro de Dobles                               | Iga Świątek 7-6(8), 6-2                       | Elena Rybakina                     | Karolína Plíšková Anastasia Pavlyuchenkova | Victoria Azarenka Naomi Osaka Leylah Fernandez Danielle Collins  |
| 12 de febrero | Qatar TotalEnergies Open Doha, Catar WTA 1000 $3,211,715 – Dura – 56S/24Q/16D Cuadro Individual – Cuadro de Dobles                               | Demi Schuurs Luisa Stefani 6-4, 6-2           | Caroline Dolehide Desirae Krawczyk | Karolína Plíšková Anastasia Pavlyuchenkova | Victoria Azarenka Naomi Osaka Leylah Fernandez Danielle Collins  |
| 19 de febrero | Dubai Duty Free Tennis Championships Dubái, Emiratos Árabes Unidos WTA 1000 $3,211,715 – Dura – 56S/24Q/16D Cuadro Individual – Cuadro de Dobles | Jasmine Paolini 4-6, 7-5, 7-5                 | Anna Kalinskaya                    | Iga Świątek Sorana Cîrstea                 | Qinwen Zheng Coco Gauff Elena Rybakina Markéta Vondroušová       |
| 19 de febrero | Dubai Duty Free Tennis Championships Dubái, Emiratos Árabes Unidos WTA 1000 $3,211,715 – Dura – 56S/24Q/16D Cuadro Individual – Cuadro de Dobles | Storm Hunter Kateřina Siniaková 6-4, 6-2      | Nicole Melichar Ellen Perez        | Iga Świątek Sorana Cîrstea                 | Qinwen Zheng Coco Gauff Elena Rybakina Markéta Vondroušová       |
| 26 de febrero | Cymbiotika San Diego Open San Diego, Estados Unidos WTA 500 $922,573 – Dura – 28S/24Q/16D Cuadro Individual – Cuadro de Dobles                   | Katie Boulter 5-7, 6-2, 6-2                   | Marta Kostyuk                      | Jessica Pegula Emma Navarro                | Anna Blinkova Anastasia Pavlyuchenkova Daria Saville Donna Vekić |
| 26 de febrero | Cymbiotika San Diego Open San Diego, Estados Unidos WTA 500 $922,573 – Dura – 28S/24Q/16D Cuadro Individual – Cuadro de Dobles                   | Nicole Melichar Ellen Perez 6-1, 6-2          | Desirae Krawczyk Jessica Pegula    | Jessica Pegula Emma Navarro                | Anna Blinkova Anastasia Pavlyuchenkova Daria Saville Donna Vekić |
| 26 de febrero | ATX Open Austin, Estados Unidos WTA 250 $267,082 – Dura – 32S/24Q/16D Cuadro Individual – Cuadro de Dobles                                       | Yue Yuan 6-4, 7-6(4)                          | Xiyu Wang                          | Anhelina Kalinina Anna Schmiedlová         | Diane Parry Danielle Collins Yafan Wang Anastasija Sevastova     |
| 26 de febrero | ATX Open Austin, Estados Unidos WTA 250 $267,082 – Dura – 32S/24Q/16D Cuadro Individual – Cuadro de Dobles                                       | Olivia Gadecki Olivia Nicholls 6-2, 6-4       | Katarzyna Kawa Bibiane Schoofs     | Anhelina Kalinina Anna Schmiedlová         | Diane Parry Danielle Collins Yafan Wang Anastasija Sevastova     |

### Marzo
| Semana                  | Torneo | Campeonas                                             | Finalistas                        | Semifinalistas                          | Cuartos de final                                              |
| ----------------------- | --- | ----------------------------------------------------- | --------------------------------- | --------------------------------------- | ------------------------------------------------------------- |
| 4 de marzo 11 de marzo  | BNP Paribas Open Indian Wells, Estados Unidos WTA 1000 $9,258,080 – Dura – 96S/48Q/32D Cuadro Individual – Cuadro de Dobles      | Iga Świątek 6-4, 6-0                                  | Maria Sakkari                     | Marta Kostyuk Cori Gauff                | Caroline Wozniacki Anastasia Potapova Yue Yuan Emma Navarro   |
| 4 de marzo 11 de marzo  | BNP Paribas Open Indian Wells, Estados Unidos WTA 1000 $9,258,080 – Dura – 96S/48Q/32D Cuadro Individual – Cuadro de Dobles      | Su-wei Hsieh Elise Mertens 6-3, 6-4                   | Storm Hunter Kateřina Siniaková   | Marta Kostyuk Cori Gauff                | Caroline Wozniacki Anastasia Potapova Yue Yuan Emma Navarro   |
| 18 de marzo 25 de marzo | Miami Open presented by Itaú Miami, Estados Unidos WTA 1000 $8,770,480 – Dura – 96S/48Q/32D Cuadro Individual – Cuadro de Dobles | Danielle Collins 7-5, 6-3                             | Elena Rybakina                    | Ekaterina Alexandrova Victoria Azarenka | Jessica Pegula Caroline Garcia Maria Sakkari Yulia Putintseva |
| 18 de marzo 25 de marzo | Miami Open presented by Itaú Miami, Estados Unidos WTA 1000 $8,770,480 – Dura – 96S/48Q/32D Cuadro Individual – Cuadro de Dobles | Sofia Kenin Bethanie Mattek-Sands 4-6, 7-6(5), [11-9] | Gabriela Dabrowski Erin Routliffe | Ekaterina Alexandrova Victoria Azarenka | Jessica Pegula Caroline Garcia Maria Sakkari Yulia Putintseva |

### Abril
| Semana      | Torneo | Campeonas | Finalistas                                                                  | Semifinalistas                    | Cuartos de final                                                        |
| ----------- | --- | --- | --------------------------------------------------------------------------- | --------------------------------- | ----------------------------------------------------------------------- |
| 1 de abril  | Credit One Charleston Open Charleston, Estados Unidos WTA 500 $922,573 – Tierra batida (verde) – 56S/24Q/16D Cuadro Individual – Cuadro de Dobles | Danielle Collins 6-2, 6-1                                                                                                 | Daria Kasatkina                                                             | Jessica Pegula Maria Sakkari      | Victoria Azarenka Jaqueline Cristian Veronika Kudermetova Elise Mertens |
| 1 de abril  | Credit One Charleston Open Charleston, Estados Unidos WTA 500 $922,573 – Tierra batida (verde) – 56S/24Q/16D Cuadro Individual – Cuadro de Dobles | Ashlyn Krueger Sloane Stephens 1-6, 6-3, [10-7]                                                                           | Liudmila Kichenok Nadiia Kichenok                                           | Jessica Pegula Maria Sakkari      | Victoria Azarenka Jaqueline Cristian Veronika Kudermetova Elise Mertens |
| 1 de abril  | Copa Colsanitas Zurich Bogotá, Colombia WTA 250 $267,082 – Tierra batida – 32S/24Q/16D Cuadro Individual – Cuadro de Dobles | Camila Osorio 6-3, 7-6(5)                                                                                                 | Marie Bouzková                                                              | Kamilla Rakhimova Sara Errani     | Laura Siegemund Cristina Bucșa Irina Bara Tatjana Maria                 |
| 1 de abril  | Copa Colsanitas Zurich Bogotá, Colombia WTA 250 $267,082 – Tierra batida – 32S/24Q/16D Cuadro Individual – Cuadro de Dobles | Cristina Bucșa Kamilla Rakhimova 7-6(5), 3-6, [10-8]                                                                      | Anna Bondár Irina Khromacheva                                               | Kamilla Rakhimova Sara Errani     | Laura Siegemund Cristina Bucșa Irina Bara Tatjana Maria                 |
| 8 de abril  | Fase clasificatoria - Copa Billie Jean King Brisbane, Australia – Dura Biena, Suiza – Dura (i) Le Portel, Francia – Tierra batida (i) Orlando, Estados Unidos – Dura Tokio, Japón – Dura (i) São Paulo, Brasil – Tierra batida (i) Bratislava, Eslovaquia – Dura (i) Fernandina Beach, Estados Unidos – Tierra batida | Ganadoras Australia 4-0 Polonia 4-0 Gran Bretaña 3-1 Estados Unidos 4-0 Japón 3-1 Alemania 3-1 Eslovaquia 4-0 Rumanía 3-2 | Perdedoras México Suiza Francia Bélgica Kazajistán Brasil Eslovenia Ucrania |                                   |                                                                         |
| 15 de abril | Porsche Tennis Grand Prix Stuttgart, Alemania WTA 500 $922,573 – Tierra batida – 28S/16Q/16D Cuadro Individual – Cuadro de Dobles | Elena Rybakina 6-2, 6-2                                                                                                   | Marta Kostyuk                                                               | Iga Świątek Markéta Vondroušová   | Emma Raducanu Jasmine Paolini Coco Gauff Aryna Sabalenka                |
| 15 de abril | Porsche Tennis Grand Prix Stuttgart, Alemania WTA 500 $922,573 – Tierra batida – 28S/16Q/16D Cuadro Individual – Cuadro de Dobles | Hao-ching Chan Veronika Kudermetova 4-6, 6-3, [10-2]                                                                      | Ulrikke Eikeri Ingrid Neel                                                  | Iga Świątek Markéta Vondroušová   | Emma Raducanu Jasmine Paolini Coco Gauff Aryna Sabalenka                |
| 15 de abril | Open Capfinances Rouen Métropole Ruan, Francia WTA 250 $267,082 – Dura – 32S/32Q/16D Cuadro Individual – Cuadro de Dobles | Sloane Stephens 6-1, 2-6, 6-2                                                                                             | Magda Linette                                                               | Anhelina Kalinina Caroline Garcia | Arantxa Rus Mirra Andreeva Yue Yuan Elena-Gabriela Ruse                 |
| 15 de abril | Open Capfinances Rouen Métropole Ruan, Francia WTA 250 $267,082 – Dura – 32S/32Q/16D Cuadro Individual – Cuadro de Dobles | Tímea Babos Irina Khromacheva 6-3, 6-4                                                                                    | Naiktha Bains Maia Lumsden                                                  | Anhelina Kalinina Caroline Garcia | Arantxa Rus Mirra Andreeva Yue Yuan Elena-Gabriela Ruse                 |
| 22 de abril | Mutua Madrid Open Madrid, España WTA 1000 $8,770,480 – Tierra batida – 96S/32Q/32D Cuadro Individual – Cuadro de Dobles | Iga Świątek 7-5, 4-6, 7-6(7)                                                                                              | Aryna Sabalenka                                                             | Madison Keys Elena Rybakina       | Beatriz Haddad Maia Ons Jabeur Yulia Putintseva Mirra Andreeva          |
| 22 de abril | Mutua Madrid Open Madrid, España WTA 1000 $8,770,480 – Tierra batida – 96S/32Q/32D Cuadro Individual – Cuadro de Dobles | Cristina Bucșa Sara Sorribes 6-0, 6-2                                                                                     | Barbora Krejčíková Laura Siegemund                                          | Madison Keys Elena Rybakina       | Beatriz Haddad Maia Ons Jabeur Yulia Putintseva Mirra Andreeva          |

### Mayo
| Semana     | Torneo | Campeones                                        | Subcampeones                  | Semifinalistas                       | Cuartos de final                                                     |
| ---------- | --- | ------------------------------------------------ | ----------------------------- | ------------------------------------ | -------------------------------------------------------------------- |
| 6 de mayo  | Internazionali BNL d'Italia Roma, Italia WTA 1000 $5,509,771 – Tierra Batida (Roja) – 96S/48Q/32D Cuadro Individual – Cuadro de Dobles        | Iga Świątek 6-2, 6-3                             | Aryna Sabalenka               | Coco Gauff Danielle Collins          | Madison Keys Qinwen Zheng Viktoria Azarenka Jeļena Ostapenko         |
| 6 de mayo  | Internazionali BNL d'Italia Roma, Italia WTA 1000 $5,509,771 – Tierra Batida (Roja) – 96S/48Q/32D Cuadro Individual – Cuadro de Dobles        | Sara Errani Jasmine Paolini 6-3, 4-6, [10-8]     | Coco Gauff Erin Routliffe     | Coco Gauff Danielle Collins          | Madison Keys Qinwen Zheng Viktoria Azarenka Jeļena Ostapenko         |
| 20 de mayo | Internationaux de Strasbourg Estrasburgo, Francia WTA 500 $922,573 – Tierra Batida – 32S/16Q/16D Cuadro Individual – Cuadro de Dobles         | Madison Keys 6-1, 6-2                            | Danielle Collins              | Anhelina Kalinina Liudmila Samsonova | Markéta Vondroušová Clara Burel Magda Linette Beatriz Haddad Maia    |
| 20 de mayo | Internationaux de Strasbourg Estrasburgo, Francia WTA 500 $922,573 – Tierra Batida – 32S/16Q/16D Cuadro Individual – Cuadro de Dobles         | Cristina Bucșa Monica Niculescu 3-6, 6-4, [10-6] | Asia Muhammad Aldila Sutjiadi | Anhelina Kalinina Liudmila Samsonova | Markéta Vondroušová Clara Burel Magda Linette Beatriz Haddad Maia    |
| 20 de mayo | Grand Prix SAR La Princesse Lalla Meryem Rabat, Marruecos WTA 250 $267,082 – Tierra Batida – 32S/16Q/16D Cuadro Individual – Cuadro de Dobles | Peyton Stearns 6-2, 6-1                          | Mayar Sherif                  | Kamilla Rakhimova Viktoriya Tomova   | Elisabetta Cocciaretto Sara Sorribes Lucia Bronzetti Laura Siegemund |
| 20 de mayo | Grand Prix SAR La Princesse Lalla Meryem Rabat, Marruecos WTA 250 $267,082 – Tierra Batida – 32S/16Q/16D Cuadro Individual – Cuadro de Dobles | Irina Khromacheva Yana Sizikova 6-3, 6-2         | Anna Danilina Xu Yifan        | Kamilla Rakhimova Viktoriya Tomova   | Elisabetta Cocciaretto Sara Sorribes Lucia Bronzetti Laura Siegemund |
| 27 de mayo | Roland Garros París, Francia Grand Slam €24,961,000 – Tierra Batida – 128S/128Q/64D/32X Cuadro Individual – Cuadro de Dobles – Dobles Mixtos  | Iga Świątek 6-2, 6-1                             | Jasmine Paolini               | Coco Gauff Mirra Andreeva            | Markéta Vondroušová Ons Jabeur Elena Rybakina Aryna Sabalenka        |
| 27 de mayo | Roland Garros París, Francia Grand Slam €24,961,000 – Tierra Batida – 128S/128Q/64D/32X Cuadro Individual – Cuadro de Dobles – Dobles Mixtos  | Coco Gauff Kateřina Siniaková 7-6(5), 6-3        | Sara Errani Jasmine Paolini   | Coco Gauff Mirra Andreeva            | Markéta Vondroušová Ons Jabeur Elena Rybakina Aryna Sabalenka        |
| 27 de mayo | Roland Garros París, Francia Grand Slam €24,961,000 – Tierra Batida – 128S/128Q/64D/32X Cuadro Individual – Cuadro de Dobles – Dobles Mixtos  | Laura Siegemund Édouard Roger-Vasselin 6-4, 7-5  | Desirae Krawczyk Neal Skupski | Coco Gauff Mirra Andreeva            | Markéta Vondroušová Ons Jabeur Elena Rybakina Aryna Sabalenka        |

### Junio
| Semana      | Torneo | Campeones                                              | Subcampeones                        | Semifinalistas                            | Cuartos de final                                                     |
| ----------- | --- | ------------------------------------------------------ | ----------------------------------- | ----------------------------------------- | -------------------------------------------------------------------- |
| 10 de junio | Libema Open 's-Hertogenbosch, Países Bajos WTA 250 $267,082 – Césped – 32S/24Q/16D Cuadro Individual – Cuadro de Dobles                 | Liudmila Samsonova 4-6, 6-3, 7-5                       | Bianca Andreescu                    | Dalma Gálfi Ekaterina Alexandrova         | Aleksandra Krunić Naomi Osaka Robin Montgomery Greet Minnen          |
| 10 de junio | Libema Open 's-Hertogenbosch, Países Bajos WTA 250 $267,082 – Césped – 32S/24Q/16D Cuadro Individual – Cuadro de Dobles                 | Ingrid Neel Bibiane Schoofs 7-6(3), 6-3                | Tereza Mihalíková Olivia Nicholls   | Dalma Gálfi Ekaterina Alexandrova         | Aleksandra Krunić Naomi Osaka Robin Montgomery Greet Minnen          |
| 10 de junio | Rothesay Open Nottingham, Gran Bretaña WTA 250 $267,082 – Césped – 32S/24Q/16D Cuadro Individual – Cuadro de Dobles                     | Katie Boulter 4-6, 6-3, 6-2                            | Karolína Plíšková                   | Diane Parry Emma Raducanu                 | Ons Jabeur Kimberly Birrell Magdalena Fręch Francesca Jones          |
| 10 de junio | Rothesay Open Nottingham, Gran Bretaña WTA 250 $267,082 – Césped – 32S/24Q/16D Cuadro Individual – Cuadro de Dobles                     | Gabriela Dabrowski Erin Routliffe 5-7, 6-3, [11-9]     | Harriet Dart Diane Parry            | Diane Parry Emma Raducanu                 | Ons Jabeur Kimberly Birrell Magdalena Fręch Francesca Jones          |
| 17 de junio | Berlin Ladies Open Berlín, Alemania WTA 500 €802,237 – Césped – 28S/24Q/16D Cuadro Individual – Cuadro de Dobles                        | Jessica Pegula 6-7(0), 6-4, 7-6(3)                     | Anna Kalinskaya                     | Coco Gauff Victoria Azarenka              | Ons Jabeur Kateřina Siniaková Elena Rybakina Aryna Sabalenka         |
| 17 de junio | Berlin Ladies Open Berlín, Alemania WTA 500 €802,237 – Césped – 28S/24Q/16D Cuadro Individual – Cuadro de Dobles                        | Wang Xinyu Zheng Saisai 6-2, 7-5                       | Chan Hao-ching Veronika Kudermetova | Coco Gauff Victoria Azarenka              | Ons Jabeur Kateřina Siniaková Elena Rybakina Aryna Sabalenka         |
| 17 de junio | Rothesay Classic Birmingham, Gran Bretaña WTA 250 $267,082 – Césped – 32S/24Q/16D Cuadro Individual – Cuadro de Dobles                  | Yulia Putintseva 6-1, 7-6(8)                           | Ajla Tomljanović                    | Elisabetta Cocciaretto Anastasia Potapova | Diana Shnaider Caroline Dolehide Leylah Fernandez Barbora Krejčíková |
| 17 de junio | Rothesay Classic Birmingham, Gran Bretaña WTA 250 $267,082 – Césped – 32S/24Q/16D Cuadro Individual – Cuadro de Dobles                  | Su-wei Hsieh Elise Mertens 6-1, 6-3                    | Miyu Kato Zhang Shuai               | Elisabetta Cocciaretto Anastasia Potapova | Diana Shnaider Caroline Dolehide Leylah Fernandez Barbora Krejčíková |
| 24 de junio | Rothesay International Eastbourne, Gran Bretaña WTA 500 $922,573 – Césped – 28S/24Q/16D Cuadro Individual – Cuadro de Dobles            | Daria Kasatkina 6-3, 6-4                               | Leylah Fernandez                    | Madison Keys Jasmine Paolini              | Harriet Dart Karolína Muchová Katie Boulter Emma Raducanu            |
| 24 de junio | Rothesay International Eastbourne, Gran Bretaña WTA 500 $922,573 – Césped – 28S/24Q/16D Cuadro Individual – Cuadro de Dobles            | Lyudmyla Kichenok Jeļena Ostapenko 5-7, 7-6(2), [10-8] | Gabriela Dabrowski Erin Routliffe   | Madison Keys Jasmine Paolini              | Harriet Dart Karolína Muchová Katie Boulter Emma Raducanu            |
| 24 de junio | Bad Homburg Open powered by Solarwatt Bad Homburg, Alemania WTA 500 €802,237 – Césped – 32S/8Q/16D Cuadro Individual – Cuadro de Dobles | Diana Shnaider 6-3, 2-6, 6-3                           | Donna Vekić                         | Emma Navarro Viktoriya Tomova             | Paula Badosa Caroline Wozniacki Anna Blinkova Kateřina Siniaková     |
| 24 de junio | Bad Homburg Open powered by Solarwatt Bad Homburg, Alemania WTA 500 €802,237 – Césped – 32S/8Q/16D Cuadro Individual – Cuadro de Dobles | Nicole Melichar Ellen Perez 4-6, 6-3, [10-8]           | Chan Hao-ching Veronika Kudermetova | Emma Navarro Viktoriya Tomova             | Paula Badosa Caroline Wozniacki Anna Blinkova Kateřina Siniaková     |

### Julio
| Semana                 | Torneo | Campeones                                         | Subcampeones                              | Semifinalistas                           | Cuartos de final                                                   |
| ---------------------- | --- | ------------------------------------------------- | ----------------------------------------- | ---------------------------------------- | ------------------------------------------------------------------ |
| 1 de julio 14 de julio | The Championships, Wimbledon Londres, Gran Bretaña Grand Slam £50,000,000 – Césped – 128S/128Q/64D/32X Cuadro Individual – Cuadro de Dobles – Dobles Mixtos | Barbora Krejčíková 6-2, 2-6, 6-4                  | Jasmine Paolini                           | Elena Rybakina Donna Vekić               | Jelena Ostapenko Elina Svitolina Lulu Sun Emma Navarro             |
| 1 de julio 14 de julio | The Championships, Wimbledon Londres, Gran Bretaña Grand Slam £50,000,000 – Césped – 128S/128Q/64D/32X Cuadro Individual – Cuadro de Dobles – Dobles Mixtos | Kateřina Siniaková Taylor Townsend 7-6(5), 7-6(1) | Gabriela Dabrowski Erin Routliffe         | Elena Rybakina Donna Vekić               | Jelena Ostapenko Elina Svitolina Lulu Sun Emma Navarro             |
| 1 de julio 14 de julio | The Championships, Wimbledon Londres, Gran Bretaña Grand Slam £50,000,000 – Césped – 128S/128Q/64D/32X Cuadro Individual – Cuadro de Dobles – Dobles Mixtos | Jan Zieliński Su-Wei Hsieh 6-4, 6-2               | Santiago González Giuliana Olmos          | Elena Rybakina Donna Vekić               | Jelena Ostapenko Elina Svitolina Lulu Sun Emma Navarro             |
| 15 de julio            | Hungarian Grand Prix Budapest, Hungría WTA 250 $267,082 – Tierra Batida (roja) – 32S/24Q/16D Cuadro Individual – Cuadro de Dobles                           | Diana Shnaider 6-4, 6-4                           | Aliaksandra Sasnovich                     | Eva Lys Anna Schmiedlová                 | Ella Seidel Rebecca Šramková Elina Avanesyan Suzan Lamens          |
| 15 de julio            | Hungarian Grand Prix Budapest, Hungría WTA 250 $267,082 – Tierra Batida (roja) – 32S/24Q/16D Cuadro Individual – Cuadro de Dobles                           | Katarzyna Piter Fanny Stollár 6-3, 3-6, [10-3]    | Anna Danilina Irina Khromacheva           | Eva Lys Anna Schmiedlová                 | Ella Seidel Rebecca Šramková Elina Avanesyan Suzan Lamens          |
| 15 de julio            | Palermo Ladies Open Palermo, Italia WTA 250 $267,082 – Tierra Batida (Roja) – 32S/16Q/16D Cuadro Individual – Cuadro de Dobles                              | Qinwen Zheng 6-4, 4-6, 6-2                        | Karolína Muchová                          | Diane Parry Irina-Camelia Begu           | Jaqueline Cristian Chloé Paquet Ann Li Astra Sharma                |
| 15 de julio            | Palermo Ladies Open Palermo, Italia WTA 250 $267,082 – Tierra Batida (Roja) – 32S/16Q/16D Cuadro Individual – Cuadro de Dobles                              | Alexandra Panova Yana Sizikova 4-6, 6-3, [10-5]   | Yvonne Cavallé Reimers Aurora Zantedeschi | Diane Parry Irina-Camelia Begu           | Jaqueline Cristian Chloé Paquet Ann Li Astra Sharma                |
| 22 de julio            | Iași Open Iasi, Rumania WTA 250 $267,082 – Tierra Batida (roja) – 32S/24Q/16D Cuadro Individual – Cuadro de Dobles                                          | Mirra Andreeva 7-5, 5-7, 4-0, ret                 | Elina Avanesyan                           | Olga Danilović Chloé Paquet              | Lea Bošković Anna Bondár Jaqueline Cristian Séléna Janicijevic     |
| 22 de julio            | Iași Open Iasi, Rumania WTA 250 $267,082 – Tierra Batida (roja) – 32S/24Q/16D Cuadro Individual – Cuadro de Dobles                                          | Anna Danilina Irina Khromacheva 6-4, 6-2          | Alexandra Panova Yana Sizikova            | Olga Danilović Chloé Paquet              | Lea Bošković Anna Bondár Jaqueline Cristian Séléna Janicijevic     |
| 22 de julio            | Prague Open Praga, República Checa WTA 250 $267,082 – Dura – 32S/24Q/16D Cuadro Individual – Cuadro de Dobles                                               | Magda Linette 6-2, 6-1                            | Magdalena Fręch                           | Linda Nosková Laura Samson               | Ella Seidel Viktoriya Tomova Anhelina Kalinina Oksana Selekhmeteva |
| 22 de julio            | Prague Open Praga, República Checa WTA 250 $267,082 – Dura – 32S/24Q/16D Cuadro Individual – Cuadro de Dobles                                               | Barbora Krejčíková Kateřina Siniaková 6-3, 6-3    | Bethanie Mattek-Sands Lucie Šafářová      | Linda Nosková Laura Samson               | Ella Seidel Viktoriya Tomova Anhelina Kalinina Oksana Selekhmeteva |
| 29 de julio            | Juegos Olímpicos París, Francia Juegos de la XXXII Olimpiada Tierra Batida – 64S/32D/16X Cuadro Individual – Cuadro de Dobles – Dobles Mixtos               | Oro                                               | Plata                                     | Bronce                                   | Cuarto lugar / Diploma Olímpico                                    |
| 29 de julio            | Juegos Olímpicos París, Francia Juegos de la XXXII Olimpiada Tierra Batida – 64S/32D/16X Cuadro Individual – Cuadro de Dobles – Dobles Mixtos               | Zheng Qinwen 6-2, 6-3                             | Donna Vekić                               | Iga Świątek                              | Anna Schmiedlová                                                   |
| 29 de julio            | Juegos Olímpicos París, Francia Juegos de la XXXII Olimpiada Tierra Batida – 64S/32D/16X Cuadro Individual – Cuadro de Dobles – Dobles Mixtos               | Sara Errani Jasmine Paolini 2-6, 6-1, [10-7]      | Mirra Andreeva Diana Shnaider             | Cristina Bucșa Sara Sorribes             | Karolína Muchová Linda Nosková                                     |
| 29 de julio            | Juegos Olímpicos París, Francia Juegos de la XXXII Olimpiada Tierra Batida – 64S/32D/16X Cuadro Individual – Cuadro de Dobles – Dobles Mixtos               | Kateřina Siniaková Tomáš Macháč 6-3, 5-7, [10-8]  | Wang Xinyu Zhang Zhizhen                  | Gabriela Dabrowski Félix Auger-Aliassime | Demi Schuurs Wesley Koolhof                                        |
| 29 de julio            | Mubadala Citi DC Open Washington D. C., Estados Unidos WTA 500 $922,573 – Dura – 28S/16Q/16D Cuadro Individual – Cuadro de Dobles                           | Paula Badosa 6-1, 4-6, 6-4                        | Marie Bouzková                            | Aryna Sabalenka Caroline Dolehide        | Victoria Azarenka Robin Montgomery Emma Raducanu Amanda Anisimova  |
| 29 de julio            | Mubadala Citi DC Open Washington D. C., Estados Unidos WTA 500 $922,573 – Dura – 28S/16Q/16D Cuadro Individual – Cuadro de Dobles                           | Asia Muhammad Taylor Townsend 7-6(0), 6-3         | Jiang Xinyu Wu Fang-hsien                 | Aryna Sabalenka Caroline Dolehide        | Victoria Azarenka Robin Montgomery Emma Raducanu Amanda Anisimova  |

### Agosto
| Semana                       | Torneo | Campeones                                              | Subcampeones                      | Semifinalistas                        | Cuartos de final                                                            |
| ---------------------------- | --- | ------------------------------------------------------ | --------------------------------- | ------------------------------------- | --------------------------------------------------------------------------- |
| 5 de agosto                  | National Bank Open presented by Rogers Toronto, Canadá WTA 1000 $3,211,715 – Dura – 56S/32Q/28D Cuadro Individual – Cuadro de Dobles | Jessica Pegula 6-3, 2-6, 6-1                           | Amanda Anisimova                  | Diana Shnaider Emma Navarro           | Liudmila Samsonova Peyton Stearns Taylor Townsend Aryna Sabalenka           |
| 5 de agosto                  | National Bank Open presented by Rogers Toronto, Canadá WTA 1000 $3,211,715 – Dura – 56S/32Q/28D Cuadro Individual – Cuadro de Dobles | Caroline Dolehide Desirae Krawczyk 7-6(2), 3-6, [10-7] | Gabriela Dabrowski Erin Routliffe | Diana Shnaider Emma Navarro           | Liudmila Samsonova Peyton Stearns Taylor Townsend Aryna Sabalenka           |
| 12 de agosto                 | Western & Southern Open Cincinnati, Estados Unidos WTA 1000 $3,211,715 – Dura – 56S/32Q/28D Cuadro Individual – Cuadro de Dobles     | Aryna Sabalenka 6-3, 7-5                               | Jessica Pegula                    | Iga Świątek Paula Badosa              | Mirra Andreeva Liudmila Samsonova Leylah Fernandez Anastasia Pavlyuchenkova |
| 12 de agosto                 | Western & Southern Open Cincinnati, Estados Unidos WTA 1000 $3,211,715 – Dura – 56S/32Q/28D Cuadro Individual – Cuadro de Dobles     | Asia Muhammad Erin Routliffe 3-6, 6-1, [10-4]          | Leylah Fernandez Yulia Putintseva | Iga Świątek Paula Badosa              | Mirra Andreeva Liudmila Samsonova Leylah Fernandez Anastasia Pavlyuchenkova |
| 19 de agosto                 | Abierto GNP Seguros Monterrey, México WTA 500 $922,573 – Dura – 32S/16Q/16D Cuadro Individual – Cuadro de Dobles                     | Linda Nosková 7-6(6), 6-4                              | Lulu Sun                          | Ekaterina Alexandrova Emma Navarro    | Erika Andreeva Yuan Yue Elina Svitolina Magdalena Fręch                     |
| 19 de agosto                 | Abierto GNP Seguros Monterrey, México WTA 500 $922,573 – Dura – 32S/16Q/16D Cuadro Individual – Cuadro de Dobles                     | Guo Hanyu Monica Niculescu 3-6, 6-3, [10-4]            | Giuliana Olmos Alexandra Panova   | Ekaterina Alexandrova Emma Navarro    | Erika Andreeva Yuan Yue Elina Svitolina Magdalena Fręch                     |
| 19 de agosto                 | Tennis in The Land Cleveland, Estados Unidos WTA 250 $267,082 – Dura – 32S/16Q/16D Cuadro Individual – Cuadro de Dobles              | McCartney Kessler 1-6, 6-1, 7-5                        | Beatriz Haddad Maia               | Kateřina Siniaková Anastasia Potapova | Clara Burel Peyton Stearns Arantxa Rus Ana Bogdan                           |
| 19 de agosto                 | Tennis in The Land Cleveland, Estados Unidos WTA 250 $267,082 – Dura – 32S/16Q/16D Cuadro Individual – Cuadro de Dobles              | Cristina Bucșa Xu Yifan 3-6, 6-3, [10-6]               | Shuko Aoyama Eri Hozumi           | Kateřina Siniaková Anastasia Potapova | Clara Burel Peyton Stearns Arantxa Rus Ana Bogdan                           |
| 26 de agosto 8 de septiembre | U.S. Open Nueva York, Estados Unidos Grand Slam $ – Dura S/Q/D/X Cuadro Individual – Cuadro de Dobles – Dobles Mixtos                | Aryna Sabalenka 7-5, 7-5                               | Jessica Pegula                    | Karolína Muchová Emma Navarro         | Iga Świątek Beatriz Haddad Maia Paula Badosa Zheng Qinwen                   |
| 26 de agosto 8 de septiembre | U.S. Open Nueva York, Estados Unidos Grand Slam $ – Dura S/Q/D/X Cuadro Individual – Cuadro de Dobles – Dobles Mixtos                | Lyudmyla Kichenok Jeļena Ostapenko 6-4, 6-3            | Kristina Mladenovic Zhang Shuai   | Karolína Muchová Emma Navarro         | Iga Świątek Beatriz Haddad Maia Paula Badosa Zheng Qinwen                   |
| 26 de agosto 8 de septiembre | U.S. Open Nueva York, Estados Unidos Grand Slam $ – Dura S/Q/D/X Cuadro Individual – Cuadro de Dobles – Dobles Mixtos                | Sara Errani Andrea Vavassori 7-6(0), 7-5               | Taylor Townsend Donald Young      | Karolína Muchová Emma Navarro         | Iga Świątek Beatriz Haddad Maia Paula Badosa Zheng Qinwen                   |

### Septiembre
| Semana           | Torneo | Campeonas                                        | Subcampeonas                          | Semifinalistas                      | Cuartos de final                                                  |
| ---------------- | --- | ------------------------------------------------ | ------------------------------------- | ----------------------------------- | ----------------------------------------------------------------- |
| 9 de septiembre  | Guadalajara Open Akron presented by Santander Guadalajara, México WTA 500 $922,573 – Dura – 32S/24Q/16D Cuadro Individual – Cuadro de Dobles | Magdalena Fręch 7-6(5), 6-4                      | Olivia Gadecki                        | Caroline Garcia Camila Osorio       | Marina Stakusic Marie Bouzková Kamilla Rakhimova Martina Trevisan |
| 9 de septiembre  | Guadalajara Open Akron presented by Santander Guadalajara, México WTA 500 $922,573 – Dura – 32S/24Q/16D Cuadro Individual – Cuadro de Dobles | Anna Danilina Irina Khromacheva 2-6, 7-5, [10-7] | Oksana Kalashnikova Kamilla Rakhimova | Caroline Garcia Camila Osorio       | Marina Stakusic Marie Bouzková Kamilla Rakhimova Martina Trevisan |
| 9 de septiembre  | Jasmin Open Tunisia Monastir, Túnez WTA 250 $267,082 – Dura – 32S/24Q/16D Cuadro Individual – Cuadro de Dobles                               | Sonay Kartal 6-3, 7-5                            | Rebecca Šramková                      | Eva Lys Lucia Bronzetti             | Zeynep Sönmez Yuliia Starodubtseva Antonia Ružić Sara Sorribes    |
| 9 de septiembre  | Jasmin Open Tunisia Monastir, Túnez WTA 250 $267,082 – Dura – 32S/24Q/16D Cuadro Individual – Cuadro de Dobles                               | Anna Blinkova Mayar Sherif 2-6, 6-1, [10-8]      | Alina Korneeva Anastasia Zakharova    | Eva Lys Lucia Bronzetti             | Zeynep Sönmez Yuliia Starodubtseva Antonia Ružić Sara Sorribes    |
| 16 de septiembre | Korea Open Seúl, Corea del Sur WTA 500 $922,573 – Dura – 32S/24Q/16D Cuadro Individual – Cuadro de Dobles                                    | Beatriz Haddad Maia 1-6, 6-4, 6-1                | Daria Kasatkina                       | Diana Shnaider Veronika Kudermetova | Emma Raducanu Marta Kostyuk Polina Kudermetova Viktoriya Tomova   |
| 16 de septiembre | Korea Open Seúl, Corea del Sur WTA 500 $922,573 – Dura – 32S/24Q/16D Cuadro Individual – Cuadro de Dobles                                    | Nicole Melichar Liudmila Samsonova 6-1, 6-0      | Miyu Kato Zhang Shuai                 | Diana Shnaider Veronika Kudermetova | Emma Raducanu Marta Kostyuk Polina Kudermetova Viktoriya Tomova   |
| 16 de septiembre | Thailand Open 2 Hua Hin, Tailandia WTA 250 $267,082 – Dura – 32S/24Q/16D Cuadro Individual – Cuadro de Dobles                                | Rebecca Šramková 6-4, 6-4                        | Laura Siegemund                       | Arianne Hartono Tamara Zidanšek     | Mai Hontama Rebeka Masarova Jana Fett Nadia Podoroska             |
| 16 de septiembre | Thailand Open 2 Hua Hin, Tailandia WTA 250 $267,082 – Dura – 32S/24Q/16D Cuadro Individual – Cuadro de Dobles                                | Anna Danilina Irina Khromacheva 6-4, 7-5         | Eudice Chong Moyuka Uchijima          | Arianne Hartono Tamara Zidanšek     | Mai Hontama Rebeka Masarova Jana Fett Nadia Podoroska             |
| 23 de septiembre | China Open Pekín, China WTA 1000 $8,955,610 – Dura (i) – 64S/24Q/28D Cuadro Individual – Cuadro de Dobles                                    | Coco Gauff 6-1, 6-3                              | Karolína Muchová                      | Qinwen Zheng Paula Badosa           | Aryna Sabalenka Mirra Andreeva Yuliia Starodubtseva Shuai Zhang   |
| 23 de septiembre | China Open Pekín, China WTA 1000 $8,955,610 – Dura (i) – 64S/24Q/28D Cuadro Individual – Cuadro de Dobles                                    | Sara Errani Jasmine Paolini 6-4, 6-4             | Chan Hao-ching Veronika Kudermetova   | Qinwen Zheng Paula Badosa           | Aryna Sabalenka Mirra Andreeva Yuliia Starodubtseva Shuai Zhang   |

### Octubre
| Semana        | Torneo | Campeonas                                       | Subcampeonas                    | Semifinalistas                     | Cuartos de final                                                        |
| ------------- | --- | ----------------------------------------------- | ------------------------------- | ---------------------------------- | ----------------------------------------------------------------------- |
| 7 de octubre  | Wuhan Open Wuhan, China WTA 1000 $3,221,715 – Dura – 56S/24Q/28D Cuadro Individual – Cuadro de Dobles                           | Aryna Sabalenka 6-3, 5-7, 6-3                   | Qinwen Zheng                    | Coco Gauff Wang Xinyu              | Magdalena Fręch Magda Linette Jasmine Paolini Ekaterina Alexandrova     |
| 7 de octubre  | Wuhan Open Wuhan, China WTA 1000 $3,221,715 – Dura – 56S/24Q/28D Cuadro Individual – Cuadro de Dobles                           | Anna Danilina Irina Khromacheva 6-3, 7-6(6)     | Asia Muhammad Jessica Pegula    |                                    | Magdalena Fręch Magda Linette Jasmine Paolini Ekaterina Alexandrova     |
| 14 de octubre | Ningbo Open Ningbo, China WTA 500 $922,573 – Dura – 32S/24Q/16D Cuadro Individual – Cuadro de Dobles                            | Daria Kasatkina 6-0, 4-6, 6,4                   | Mirra Andreeva                  | Paula Badosa Karolína Muchová      | Beatriz Haddad Maia Yulia Putintseva Barbora Krejčíková Anna Kalinskaya |
| 14 de octubre | Ningbo Open Ningbo, China WTA 500 $922,573 – Dura – 32S/24Q/16D Cuadro Individual – Cuadro de Dobles                            | Demi Schuurs Yuan Yue 6-3, 6-3                  | Nicole Melichar Ellen Perez     | Paula Badosa Karolína Muchová      | Beatriz Haddad Maia Yulia Putintseva Barbora Krejčíková Anna Kalinskaya |
| 14 de octubre | Kinoshita Group Japan Open Osaka, Japón WTA 250 $267,080 – Dura – 32S/24Q/16D Cuadro Individual – Cuadro de Dobles              | Suzan Lamens 6-0, 6-4                           | Kimberly Birrell                | Aoi Ito Diane Parry                | Eva Lys Sara Saito Ana Bogdan Clara Tauson                              |
| 14 de octubre | Kinoshita Group Japan Open Osaka, Japón WTA 250 $267,080 – Dura – 32S/24Q/16D Cuadro Individual – Cuadro de Dobles              | Ena Shibahara Laura Siegemund 3-6, 6-2, [10-2]  | Cristina Bucșa Monica Niculescu | Aoi Ito Diane Parry                | Eva Lys Sara Saito Ana Bogdan Clara Tauson                              |
| 21 de octubre | Toray Pan Pacific Open Tennis Tokio, Japón WTA 500 $922,573 – Dura – 32S/24Q/16D Cuadro Individual – Cuadro de Dobles           | Qinwen Zheng 7-6(5), 6-3                        | Sofia Kenin                     | Diana Shnaider Katie Boulter       | Leylah Fernandez Sayaka Ishii Daria Kasatkina Bianca Andreescu          |
| 21 de octubre | Toray Pan Pacific Open Tennis Tokio, Japón WTA 500 $922,573 – Dura – 32S/24Q/16D Cuadro Individual – Cuadro de Dobles           | Shuko Aoyama Eri Hozumi 6-4, 7-6(3)             | Ena Shibahara Laura Siegemund   | Diana Shnaider Katie Boulter       | Leylah Fernandez Sayaka Ishii Daria Kasatkina Bianca Andreescu          |
| 21 de octubre | Galaxy Holding Group Guangzhou Open Guangzhou, China WTA 250 $267,082 – Dura – 32S/24Q/16D Cuadro Individual – Cuadro de Dobles | Olga Danilović 6-3, 6-1                         | Caroline Dolehide               | Kateřina Siniaková Lucia Bronzetti | Bernarda Pera Mananchaya Sawangkaew Wang Xiyu Jéssica Bouzas            |
| 21 de octubre | Galaxy Holding Group Guangzhou Open Guangzhou, China WTA 250 $267,082 – Dura – 32S/24Q/16D Cuadro Individual – Cuadro de Dobles | Kateřina Siniaková Shuai Zhang 6-4, 6-1         | Katarzyna Piter Fanny Stollár   | Kateřina Siniaková Lucia Bronzetti | Bernarda Pera Mananchaya Sawangkaew Wang Xiyu Jéssica Bouzas            |
| 28 de octubre | Jiangxi Open Jiangxi, China WTA 250 $267,082 – Dura – 32S/24Q/16D Cuadro Individual – Cuadro de Dobles                          | Viktorija Golubic 6-3, 7-5                      | Rebecca Šramková                | Marie Bouzková Laura Siegemund     | Kamilla Rakhimova Arantxa Rus Mananchaya Sawangkaew Martina Trevisan    |
| 28 de octubre | Jiangxi Open Jiangxi, China WTA 250 $267,082 – Dura – 32S/24Q/16D Cuadro Individual – Cuadro de Dobles                          | Guo Hanyu Moyuka Uchijima 7-6(5), 7-5           | Katarzyna Piter Fanny Stollár   | Marie Bouzková Laura Siegemund     | Kamilla Rakhimova Arantxa Rus Mananchaya Sawangkaew Martina Trevisan    |
| 28 de octubre | Mérida Open Akron Mérida, México WTA 250 $267,082 – Dura – 32S/24Q/16D Cuadro Individual – Cuadro de Dobles                     | Zeynep Sönmez 6-2, 6-1                          | Ann Li                          | Alina Korneeva Polina Kudermetova  | Renata Zarazúa Sara Sorribes Jil Teichmann Nina Stojanović              |
| 28 de octubre | Mérida Open Akron Mérida, México WTA 250 $267,082 – Dura – 32S/24Q/16D Cuadro Individual – Cuadro de Dobles                     | Quinn Gleason Ingrid Martins 6-4, 6-4           | Magali Kempen Lara Salden       | Alina Korneeva Polina Kudermetova  | Renata Zarazúa Sara Sorribes Jil Teichmann Nina Stojanović              |
| 28 de octubre | Hong Kong Tennis Open Hong Kong, China WTA 250 $267,082 – Dura – 32S/24Q/16D Cuadro Individual – Cuadro de Dobles               | Diana Shnaider 6-1, 6-2                         | Katie Boulter                   | Leylah Fernandez Yuan Yue          | Suzan Lamens Bernarda Pera Sofia Kenin Anastasia Zakharova              |
| 28 de octubre | Hong Kong Tennis Open Hong Kong, China WTA 250 $267,082 – Dura – 32S/24Q/16D Cuadro Individual – Cuadro de Dobles               | Ulrikke Eikeri Makoto Ninomiya 4-6, 6-4, [11-9] | Shuko Aoyama Eri Hozumi         | Leylah Fernandez Yuan Yue          | Suzan Lamens Bernarda Pera Sofia Kenin Anastasia Zakharova              |

### Noviembre
| Semana          | Torneo | Campeonas                                  | Subcampeonas                       | Semifinalistas                     | Cuartos de final                                                                     |
| --------------- | --- | ------------------------------------------ | ---------------------------------- | ---------------------------------- | ------------------------------------------------------------------------------------ |
| 4 de noviembre  | WTA Finals Riad, Arabia Saudita Campeonato de Fin de Año $15,250,000 – Dura (i) – 8S (RR)/8D Cuadro Individual – Cuadro de Dobles | Coco Gauff 3-6, 6-4, 7-6(2)                | Qinwen Zheng                       | Aryna Sabalenka Barbora Krejčíková | Round RobinGrupo A Jasmine Paolini Elena Rybakina Grupo B Iga Świątek Jessica Pegula |
| 4 de noviembre  | WTA Finals Riad, Arabia Saudita Campeonato de Fin de Año $15,250,000 – Dura (i) – 8S (RR)/8D Cuadro Individual – Cuadro de Dobles | Gabriela Dabrowski Erin Routliffe 7-5, 6-3 | Kateřina Siniaková Taylor Townsend | Aryna Sabalenka Barbora Krejčíková | Round RobinGrupo A Jasmine Paolini Elena Rybakina Grupo B Iga Świątek Jessica Pegula |
| 11 de noviembre | Copa Billie Jean King – Finales Málaga, España Dura (i) – Torneo por equipos                                                      | Italia 2-0                                 | Eslovaquia                         | Gran Bretaña Polonia               | Canadá Australia República Checa Japón                                               |

## Resumen por títulos

### Individual

#### Por tenistas
| N.º | Tenista             | Total | Grand Slam * | WTA 1000 | WTA 500 | WTA 250 * |
| 1   | Iga Świątek         | 5     | 1            | 4        |         |           |
| 2   | Aryna Sabalenka     | 4     | 2            | 2        |         |           |
| 2   | Diana Shnaider      | 4     |              |          | 1       | 3         |
| 4   | Cori Gauff          | 3     | (+1)         | 1        |         | 1         |
| 4   | Qinwen Zheng        | 3     | (+1)         |          | 1       | 1         |
| 4   | Elena Rybakina      | 3     |              |          | 3       |           |
| 7   | Danielle Collins    | 2     |              | 1        | 1       |           |
| 7   | Jessica Pegula      | 2     |              | 1        | 1       |           |
| 7   | Daria Kasatkina     | 2     |              |          | 2       |           |
| 7   | Jelena Ostapenko    | 2     |              |          | 2       |           |
| 7   | Katie Boulter       | 2     |              |          | 1       | 1         |
| 12  | Barbora Krejčíková  | 1     | 1            |          |         |           |
| 12  | Jasmine Paolini     | 1     |              | 1        |         |           |
| 12  | Paula Badosa        | 1     |              |          | 1       |           |
| 12  | Magdalena Fręch     | 1     |              |          | 1       |           |
| 12  | Beatriz Haddad Maia | 1     |              |          | 1       |           |
| 12  | Madison Keys        | 1     |              |          | 1       |           |
| 12  | Linda Nosková       | 1     |              |          | 1       |           |
| 12  | Mirra Andreeva      | 1     |              |          |         | 1         |
| 12  | Olga Danilović      | 1     |              |          |         | 1         |
| 12  | Viktorija Golubic   | 1     |              |          |         | 1         |
| 12  | Sonay Kartal        | 1     |              |          |         | 1         |
| 12  | McCartney Kessler   | 1     |              |          |         | 1         |
| 12  | Suzan Lamens        | 1     |              |          |         | 1         |
| 12  | Magda Linette       | 1     |              |          |         | 1         |
| 12  | Emma Navarro        | 1     |              |          |         | 1         |
| 12  | Camila Osorio       | 1     |              |          |         | 1         |
| 12  | Karolína Plíšková   | 1     |              |          |         | 1         |
| 12  | Yulia Putintseva    | 1     |              |          |         | 1         |
| 12  | Liudmila Samsonova  | 1     |              |          |         | 1         |
| 12  | Rebecca Šramková    | 1     |              |          |         | 1         |
| 12  | Peyton Stearns      | 1     |              |          |         | 1         |
| 12  | Sloane Stephens     | 1     |              |          |         | 1         |
| 12  | Zeynep Sönmez       | 1     |              |          |         | 1         |
| 12  | Yue Yuan            | 1     |              |          |         | 1         |

#### Por países
| N.º | Tenista         | Total | Grand Slam * | WTA 1000 | WTA 500 | WTA 250 * |
| 1   | Estados Unidos  | 12    | (+1)         | 3        | 3       | 5         |
| 2   | Rusia           | 8     |              |          | 3       | 5         |
| 3   | Polonia         | 7     | 1            | 4        | 1       | 1         |
| 4   | Bielorrusia     | 4     | 2            | 2        |         |           |
| 4   | Kazajistán      | 4     |              |          | 3       | 1         |
| 4   | China           | 4     | (+1)         |          | 1       | 2         |
| 7   | República Checa | 3     | 1            |          | 1       | 1         |
| 7   | Reino Unido     | 3     |              |          | 1       | 2         |
| 9   | Letonia         | 2     |              |          | 2       |           |
| 10  | Italia          | 1     |              | 1        |         |           |
| 10  | Brasil          | 1     |              |          | 1       |           |
| 10  | España          | 1     |              |          | 1       |           |
| 10  | Colombia        | 1     |              |          |         | 1         |
| 10  | Eslovaquia      | 1     |              |          |         | 1         |
| 10  | Países Bajos    | 1     |              |          |         | 1         |
| 10  | Turquía         | 1     |              |          |         | 1         |
| 10  | Serbia          | 1     |              |          |         | 1         |
| 10  | Suiza           | 1     |              |          |         | 1         |

(*) Dentro de la columna de Grand Slam, se incluye el torneo WTA Finals y Juegos Olímpicos con un (+1) y en la columna de WTA 250 se incluye el WTA Elite Trophy con un (+1).

### Dobles

#### Por tenistas
| N.º | Tenista               | Total | Grand Slam * | WTA 1000 | WTA 500 | WTA 250 * |
| 1   | Irina Khromacheva     | 6     |              | 1        | 1       | 4         |
| 2   | Kateřina Siniaková    | 5     | 2            | 1        |         | 2         |
| 2   | Anna Danilina         | 5     |              | 1        | 1       | 3         |
| 4   | Sara Errani           | 4     | (+1)         | 2        | 1       |           |
| 4   | Jasmine Paolini       | 4     | (+1)         | 2        | 1       |           |
| 4   | Su-Wei Hsieh          | 4     | 1            | 1        |         | 1         |
| 4   | Elise Mertens         | 4     | 1            | 1        |         | 1         |
| 4   | Cristina Bucșa        | 4     |              | 1        | 1       | 2         |
| 9   | Liudmila Kichenok     | 3     | 1            |          | 2       |           |
| 9   | Jelena Ostapenko      | 3     | 1            |          | 2       |           |
| 9   | Taylor Townsend       | 3     | 1            |          | 2       |           |
| 9   | Erin Routliffe        | 3     | (+1)         | 1        |         | 1         |
| 9   | Asia Muhammad         | 3     |              | 1        | 1       | 1         |
| 9   | Nicole Melichar       | 3     |              |          | 3       |           |
| 15  | Gabriela Dabrowski    | 2     | (+1)         |          |         | 1         |
| 15  | Sofia Kenin           | 2     |              | 1        | 1       |           |
| 15  | Bethanie Mattek-Sands | 2     |              | 1        | 1       |           |
| 15  | Demi Schuurs          | 2     |              | 1        | 1       |           |
| 15  | Ellen Perez           | 2     |              |          | 2       |           |
| 15  | Hao-ching Chan        | 2     |              |          | 1       | 1         |
| 15  | Yana Sizikova         | 2     |              |          |         | 2         |
| 22  | Coco Gauff            | 1     | 1            |          |         |           |
| 22  | Caroline Dolehide     | 1     |              | 1        |         |           |
| 22  | Storm Hunter          | 1     |              | 1        |         |           |
| 22  | Desirae Krawczyk      | 1     |              | 1        |         |           |
| 22  | Sara Sorribes         | 1     |              | 1        |         |           |
| 22  | Luisa Stefani         | 1     |              | 1        |         |           |
| 22  | Beatriz Haddad Maia   | 1     |              |          | 1       |           |
| 22  | Ashlyn Krueger        | 1     |              |          | 1       |           |
| 22  | Veronika Kudermetova  | 1     |              |          | 1       |           |
| 22  | Monica Niculescu      | 1     |              |          | 1       |           |
| 22  | Liudmila Samsonova    | 1     |              |          | 1       |           |
| 22  | Sloane Stephens       | 1     |              |          | 1       |           |
| 22  | Xinyu Wang            | 1     |              |          | 1       |           |
| 22  | Yue Yuan              | 1     |              |          | 1       |           |
| 22  | Saisai Zheng          | 1     |              |          | 1       |           |
| 22  | Shuko Aoyama          | 1     |              |          |         | 1         |
| 22  | Tímea Babos           | 1     |              |          |         | 1         |
| 22  | Anna Blinkova         | 1     |              |          |         | 1         |
| 22  | Ulrikke Eikeri        | 1     |              |          |         | 1         |
| 22  | Olivia Gadecki        | 1     |              |          |         | 1         |
| 22  | Quinn Gleason         | 1     |              |          |         | 1         |
| 22  | Hanyu Guo             | 1     |              |          |         | 1         |
| 22  | Eri Hozumi            | 1     |              |          |         | 1         |
| 22  | Miyu Kato             | 1     |              |          |         | 1         |
| 22  | Barbora Krejčíková    | 1     |              |          |         | 1         |
| 22  | Viktória Kužmová      | 1     |              |          |         | 1         |
| 22  | Ingrid Martins        | 1     |              |          |         | 1         |
| 22  | Caty McNally          | 1     |              |          |         | 1         |
| 22  | Ingrid Neel           | 1     |              |          |         | 1         |
| 22  | Makoto Ninomiya       | 1     |              |          |         | 1         |
| 22  | Olivia Nicholls       | 1     |              |          |         | 1         |
| 22  | Giuliana Olmos        | 1     |              |          |         | 1         |
| 22  | Alexandra Panova      | 1     |              |          |         | 1         |
| 22  | Katarzyna Piter       | 1     |              |          |         | 1         |
| 22  | Kamilla Rakhimova     | 1     |              |          |         | 1         |
| 22  | Bibiane Schoofs       | 1     |              |          |         | 1         |
| 22  | Ena Shibahara         | 1     |              |          |         | 1         |
| 22  | Laura Siegemund       | 1     |              |          |         | 1         |
| 22  | Mayar Sherif          | 1     |              |          |         | 1         |
| 22  | Fanny Stollár         | 1     |              |          |         | 1         |
| 22  | Aldila Sutjiadi       | 1     |              |          |         | 1         |
| 22  | Moyuka Uchijima       | 1     |              |          |         | 1         |
| 22  | Yifan Xu              | 1     |              |          |         | 1         |
| 22  | Shuai Zhang           | 1     |              |          |         | 1         |

#### Por países
| N.º | Tenista         | Total | Grand Slam * | WTA 1000 | WTA 500 | WTA 250 * |
| 1   | Estados Unidos  | 18    | 2            | 4        | 10      | 2         |
| 2   | Rusia           | 13    |              | 1        | 3       | 9         |
| 3   | Italia          | 7     | (+1)         | 4        | 2       |           |
| 3   | Japón           | 7     |              |          | 3       | 4         |
| 5   | República Checa | 6     | 2            | 1        |         | 2         |
| 6   | China Taipéi    | 5     | 1            | 1        | 1       | 2         |
| 6   | España          | 5     |              | 2        | 1       | 2         |
| 6   | Kazajistán      | 5     |              | 1        | 1       | 3         |
| 6   | China           | 5     |              |          | 2       | 3         |
| 10  | Australia       | 4     |              | 1        | 2       | 1         |
| 11  | Bélgica         | 3     | 1            | 1        |         | 1         |
| 11  | Nueva Zelanda   | 3     | (+1)         | 1        |         | 1         |
| 11  | Letonia         | 3     | 1            |          | 2       |           |
| 11  | Ucrania         | 3     | 1            |          | 2       |           |
| 15  | Canadá          | 2     | (+1)         |          |         | 1         |
| 15  | Brasil          | 2     |              | 1        | 1       |           |
| 15  | Países Bajos    | 2     |              | 1        |         | 1         |
| 15  | Hungría         | 2     |              |          |         | 2         |
| 19  | Rumania         | 1     |              |          | 1       |           |
| 19  | Alemania        | 1     |              |          |         | 1         |
| 19  | Egipto          | 1     |              |          |         | 1         |
| 19  | Eslovaquia      | 1     |              |          |         | 1         |
| 19  | Estonia         | 1     |              |          |         | 1         |
| 19  | Indonesia       | 1     |              |          |         | 1         |
| 19  | México          | 1     |              |          |         | 1         |
| 19  | Noruega         | 1     |              |          |         | 1         |
| 19  | Polonia         | 1     |              |          |         | 1         |
| 19  | Reino Unido     | 1     |              |          |         | 1         |

(*) Dentro de la columna de Grand Slam, se incluye el torneo WTA Finals y Juegos Olímpicos con un (+1) y en la columna de WTA 250 se incluye el WTA Elite Trophy con un (+1).

### Dobles Mixto

#### Por tenistas
| N.º | Tenista                | Total | Grand Slam |
| 1   | Su-Wei Hsieh           | 2     | 2          |
| 1   | Jan Zieliński          | 2     | 2          |
| 3   | Sara Errani            | 1     | 1          |
| 3   | Édouard Roger-Vasselin | 1     | 1          |
| 3   | Laura Siegemund        | 1     | 1          |
| 3   | Andrea Vavassori       | 1     | 1          |
| 3   | Kateřina Siniaková     | 1     | (+1)       |
| 3   | Tomáš Macháč           | 1     | (+1)       |

#### Por países
| N.º | Tenista         | Total | Grand Slam |
| 1   | China Taipéi    | 2     | 2          |
| 1   | Italia          | 2     | 2          |
| 1   | Polonia         | 2     | 2          |
| 4   | Alemania        | 1     | 1          |
| 4   | Francia         | 1     | 1          |
| 4   | República Checa | 1     | (+1)       |

(*) Juegos Olímpicos se refleaja con (+1).

### Detalles de los títulos
Las siguientes jugadoras ganaron su primer título del circuito en individual o dobles:
Individual
- Emma Navarro  – Hobart (Cuadro)
- Diana Shnaider  – Hua Hin (Cuadro)
- Yue Yuan  – Austin (Cuadro)
- Peyton Stearns  – Rabat (Cuadro)
- Mirra Andreeva  - Iasi (Cuadro)
- McCartney Kessler  – Cleveland (Cuadro)
- Linda Nosková  – Monterrey (Cuadro)
- Sonay Kartal  – Monastir (Cuadro)
- Magdalena Fręch  – Guadalajara (Cuadro)
- Rebecca Šramková  – Hua Hin (Cuadro)
- Suzan Lamens  – Osaka (Cuadro)
- Zeynep Sönmez  – Mérida (Cuadro)

Dobles
- Olivia Gadecki  – Austin (Cuadro)
- Ashlyn Krueger  – Charleston (Cuadro)
- Sloane Stephens  – Charleston (Cuadro)
- Mayar Sherif  – Monastir (Cuadro)
- Moyuka Uchijima  – Jiangxi (Cuadro)
- Quinn Gleason  – Mérida (Cuadro)

Las siguientes jugadoras defendieron con éxito el título conseguido la temporada pasada en individual o dobles:
Individual
- Cori Gauff  – Auckland (Cuadro)
- Aryna Sabalenka  – Abierto de Australia (Cuadro)
- Iga Świątek  – Catar (Cuadro)  – Roland Garros (Cuadro)
- Katie Boulter  – Nottingham (Cuadro)
- Qinwen Zheng  – Palermo (Cuadro)
- Jessica Pegula  – Canadá (Cuadro)

Dobles
- Yana Sizikova  – Rabat (Cuadro) – Palermo (Cuadro)
- Katarzyna Piter  – Budapest (Cuadro)
- Fanny Stollár  – Budapest (Cuadro)

## Distribución de puntos
| Categoría               | G     | F     | SF   | CF                                              | R16                                             | R32                                             | R64                                             | R128                                            | Q                                               | Q3                                              | Q2                                              | Q1                                              |
| Grand Slam (S)          | 2000  | 1300  | 780  | 430                                             | 240                                             | 130                                             | 70                                              | 10                                              | 40                                              | 30                                              | 20                                              | 2                                               |
| Grand Slam (D)          | 2000  | 1300  | 780  | 430                                             | 240                                             | 130                                             | 10                                              | –                                               | 40                                              | –                                               | –                                               | –                                               |
| WTA Finals (S)          | 1500* | 1080* | 750* | (+125 por cada partido; +125 por cada victoria) | (+125 por cada partido; +125 por cada victoria) | (+125 por cada partido; +125 por cada victoria) | (+125 por cada partido; +125 por cada victoria) | (+125 por cada partido; +125 por cada victoria) | (+125 por cada partido; +125 por cada victoria) | (+125 por cada partido; +125 por cada victoria) | (+125 por cada partido; +125 por cada victoria) | (+125 por cada partido; +125 por cada victoria) |
| WTA Finals (D)          | 1500  | 1080  | 750  | 375                                             | –                                               | –                                               | –                                               | –                                               | –                                               | –                                               | –                                               | –                                               |
| WTA 1000 (96S)          | 1000  | 650   | 390  | 215                                             | 120                                             | 65                                              | 35                                              | 10                                              | 30                                              | –                                               | 20                                              | 2                                               |
| WTA 1000 (64S)          | 1000  | 650   | 390  | 215                                             | 120                                             | 65                                              | 10                                              | –                                               | 40                                              | –                                               | 20                                              | 2                                               |
| WTA 1000 (28/32D)       | 1000  | 650   | 390  | 215                                             | 120                                             | 10                                              | –                                               | –                                               | –                                               | –                                               | –                                               | –                                               |
| WTA 1000 (56S, 48Q/32Q) | 900   | 585   | 350  | 190                                             | 105                                             | 60                                              | 1                                               | –                                               | 30                                              | -                                               | 20                                              | 1                                               |
| WTA 1000 (28D)          | 900   | 585   | 350  | 190                                             | 105                                             | 1                                               | –                                               | –                                               | –                                               | –                                               | –                                               | –                                               |
| WTA 500 (64/56S)        | 500   | 325   | 195  | 108                                             | 60                                              | 32                                              | 1                                               | –                                               | 25                                              | –                                               | 13                                              | 1                                               |
| WTA 500 (32/30/28S)     | 500   | 325   | 195  | 108                                             | 60                                              | 1                                               | –                                               | –                                               | 25                                              | –                                               | 13                                              | 1                                               |
| WTA 500 (28D)           | 500   | 325   | 195  | 108                                             | 60                                              | 1                                               | –                                               | –                                               | –                                               | –                                               | –                                               | –                                               |
| WTA 500 (16D)           | 500   | 325   | 195  | 108                                             | 1                                               | –                                               | –                                               | –                                               | –                                               | –                                               | –                                               | –                                               |
| WTA Elite Trophy        | 700*  | 440*  | 240* | (+40 por cada partido; +80 por cada victoria)   | (+40 por cada partido; +80 por cada victoria)   | (+40 por cada partido; +80 por cada victoria)   | (+40 por cada partido; +80 por cada victoria)   | (+40 por cada partido; +80 por cada victoria)   | (+40 por cada partido; +80 por cada victoria)   | (+40 por cada partido; +80 por cada victoria)   | (+40 por cada partido; +80 por cada victoria)   | (+40 por cada partido; +80 por cada victoria)   |
| WTA 250 (32S, 32Q)      | 250   | 163   | 98   | 54                                              | 30                                              | 1                                               | –                                               | –                                               | 18                                              | –                                               | 12                                              | 1                                               |
| WTA 250 (32S, 24/16Q)   | 250   | 163   | 98   | 54                                              | 30                                              | 1                                               | –                                               | –                                               | 18                                              | –                                               | 12                                              | 1                                               |
| WTA 250 (28D)           | 250   | 163   | 98   | 54                                              | 30                                              | 1                                               | -                                               | –                                               | –                                               | –                                               | –                                               | –                                               |
| WTA 250 (16D)           | 250   | 163   | 98   | 54                                              | 1                                               | –                                               | –                                               | –                                               | –                                               | –                                               | –                                               | –                                               |

## Retiros
- Alexandra Cadanțu
- Danielle Collins
- Alizé Cornet
- Camila Giorgi
- Alexa Glatch
- Alexa Guarachi
- Han Na-lae
- Angelique Kerber
- Vera Lapko
- Garbiñe Muguruza
- Raluca Olaru
- Lesley Kerkhove
- Alison Van Uytvanck
- Natalia Vikhlyantseva